# 100℃の世界
100℃の世界（ひゃくどのせかい）は、日本のアイドルグループ。
2023年1月放送のテレビ東京の番組「発掘夢サウナ」で、全国のサウナを盛り上げることを目的として結成された。

## メンバー
| メンバー | 生年月日（年齢）       | 出身   | 備考                                                                     |
| -------- | ---------------------- | ------ | ------------------------------------------------------------------------ |
| 田島春那 | 2003年9月26日（21歳）  | 神奈川 | ベイビーウルフと兼任。後に船橋ひまわり娘へ加入。                         |
| 柴田陽菜 | 2006年7月31日（18歳）  | 東京   | プロダクション尾木所属                                                   |
| 龍杏美   | 2006年10月19日（18歳） | 千葉   | 船橋ひまわり娘と兼任。                                                   |
| 鷹宮玲亜 | 2008年4月3日（16歳）   | 東京   | いちごみるく色に染まりたいと兼任。 女子高生ミスコン2024 審査員特別賞受賞 |
| 美音     | 2010年12月20日（14歳） | 東京   | プロダクション尾木所属 船橋ひまわり娘へ加入。                            |

## 来歴
- 2023年4月20日 SAKURA新宿歌舞伎町店にてお披露目ライブ[2]
  - オリジナル曲「ホットしてハピネス」とCoCoのカバー曲「はんぶん不思議」をパフォーマンス。
- 2023年5月7日 対バンライブデビュー「新宿MARz」
- 2023年5月18日 定期ライブを開始
- 2024年4月27日 活動終了